# Mortágua
Mortágua là một huyện thuộc tỉnh Viseu, Bồ Đào Nha. Huyện này có diện tích 251 km², dân số thời điểm năm 2001 là 10379 người.